# Andreas Heuser
Andreas Heuser (* 6. November 1959 in Friedrichshafen) ist ein deutscher Gitarrist, Geiger und Komponist. Er ist vor allem in den Bereichen Weltmusik und Jazz tätig.

## Leben und Wirken
Andreas Heuser ist Sohn eines Kunstmalers und begann im Alter von 14 Jahren mit dem Gitarrenspiel. Später folgte die Violine. Andreas Heuser studierte an der Hochschule für Musik Detmold, Institut Dortmund: 1983 – 1987 Klassische Gitarre, Studiengang Instrumentalpädagogik bei Werner Kämmerling, Zweitfach Violine bei Csaba Bokay mit Abschluss der Staatlichen Prüfung für Musikschullehrer im Hauptfach Klassische Gitarre. 1987 – 1989 weiterführendes Studium Klassische Gitarre bei Werner Kämmerling. 1989 – 1992 Studium Jazzgitarre bei Thomas Brill und Frank Gerstmeier mit Abschluss der Staatlichen Prüfung für Musikschullehrer im Fach Jazzgitarre / Popularmusik.
Bereits während des Studiums begann er in unterschiedlichen Ensembles als Gitarrist, Geiger, Komponist und Arrangeur mitzuwirken. Ein Schwerpunkt liegt dabei auf Ensembles, die Elemente aus Weltmusik und Jazz miteinander verbinden. Er spielt(e) unter anderem in der Baba Jam Band (später Babajam), im Duo mit Kazim Calisgan (Calisgan & Heuser), im Duo mit Kioomars Musayyebi (Musayyebi & Heuser), in der Band Nefes in Motion und gründete 2003 das Transorient Orchestra, dessen Leiter er bis heute ist. Weitere Projekte führten ihn u. a. zusammen mit Ahmet Bektaş, Murat Coskun, Didier Francois, Christian Kappe, Imran Khan, Annette Maye, Matthias Nadolny, Markku Ounaskari, Claudio Puntin, Raul SenGupta, Selim Sesler, Ramesh Shotham, Saadet Türköz, Reza Samani.
Ein weiterer Schwerpunkt seiner musikalischen Arbeit ist die Tätigkeit als Solist. In seinem Gitarren-Soloprogramm kommen neben der klassischen Gitarre auch weniger weit verbreitete Instrumente wie achtsaitige und zehnsaitige Gitarren und die Requinto zum Einsatz.
Andreas Heuser veröffentlichte Notenausgaben mit eigenen Kompositionen (hauptsächlich für Gitarre) bei den Verlagen Acoustic Music Books, ears love music, Burger & Müller, Makro Musikverlag, Vivoton-Musikverlag. Er ist langjähriger Kurator der Reihe World Music Meeting im Dortmunder Club domicil, hat einen Lehrauftrag für Gitarre an der TU Dortmund und ist als Workshopdozent tätig.

## Auszeichnungen
- 1992 Deutscher Folk-Förderpreis mit der Baba Jam Band beim TFF Rudolstadt
- 2003 Gewinner beim Wettbewerb Klänge aus der Neuen Heimat mit dem Transorient Orchestra
- 2003 Gewinner des Worldmusic Award Ruhrgebiet mit dem Transorient Orchestra
- 2017 WDR Jazzpreis in der Kategorie Musikkulturen mit dem Transorient Orchestra

## Diskographie (Auswahl)
- 1993: Baba Jam Band Kayada (Acoustic Music Records)
- 1996: Andreas Heuser Continuum (Acoustic Music Records)
- 1997: Kazim Calisgan / Andreas Heuser Asya (Acoustic Music Records)
- 1999: Andreas Heuser Unknown Places (Acoustic Music Records)
- 2000: Babajam Dost Kervani (Acoustic Music Records)
- 2005: Transorient Orchestra Karadeniz (Makro Musikverlag)
- 2005: Andreas Heuser Northern Plains (Yaboa Music)
- 2008: Nefes in Motion Sabah (Makro Musikverlag)
- 2008: Violet Quartet Music for Interior Spaces (Makro Musiverlag)
- 2009: Transorient Orchestra Live (Makro Musikverlag)
- 2009: Stefan Lakatos / Andreas Heuser The Orastorios, Moondog Rounds (Makro Musikverlag)
- 2021: Transorient Orchestra Zip Zip (Double Moon Records)